# Siamak Yasemi
Pour les articles homonymes, voir Yasemi.
Siamak Yasemi (en persan : سیامک یاسمی), né à Téhéran (Iran) en juin 1925 et mort dans cette ville le 31 mai 1994, est un réalisateur, scénariste, producteur et poète iranien.

## Biographie
Siamak Yasemi est le fils du poète Rashid Yasemi (en).
Son film Broken Spell (en) (persan : سیامک یاسمی Telesme schekasté) a été présenté au 9e festival du film de Berlin qui s'est déroulé du 26 juin 1959 au 7 juillet 1959.
Il meurt d'un cancer à Téhéran le 31 mai 1994.

## Filmographie partielle

### Au cinéma
- 1953 : The Nights of Tehran (en)
- 1955 : The Bandit (fa)
- 1958 : Broken Spell (en) (en persan : سیامک یاسمی, Telesme schekasté)
- 1958 : Naughty But Sweet (Zalem bala)
- 1960 : The Strong Man (fa)
- 1960 : The Spring of Life (fa)
- 1961 : The Bum (fa)
- 1961 : Uncle No-Ruz (fa)
- 1962 : Incorrigible (fa) (Varparideh)
- 1963 : The Shores of Anticipation (fa)
- 1963 : Horror (fa)
- 1964 : The Pleasures of Sin (fa)
- 1964 : Mr. Twentieth Century (fa)
- 1964 : The Seven Month Genius (fa)
- 1965 : Ganj-e Qarun (en)
- 1965 : The Champion of Champions (fa)
- 1966 : Shamsi pahlevoon (fa)
- 1968 : It's Written in the Stars (fa) (Bar asman neyeshte)
- 1968 : Tange ejdeha (fa)
- 1970 : Leyli and Majnoon (fa)